# مسعى التنين 6
مسعى التنين 6: أرض الوهم (ドラゴンクエストVI 幻の大地 دوراغون كويستو شيكوسو مابوروشي نو دايتشي) كما تعرف في اليابان أو مسعى التنين 6: عوالم الرؤيا (بالإنجليزية: Dragon Quest VI: Realms of Revelation)‏ في أوروبا، هي لعبة فيديو تقمص الأدوار طورها هارتبيت ونشرتها إنكس لمنصة سوبر نينتندو إنترتينمنت سيستم. اللعبة جزء من سلسلة مسعى التنين وآخر لعبة في ثلاثية زنيثيا (天空城 تنكو-جو، "مملكة السماء"). أُصدرت في 9 ديسمبر 1995 في اليابان. في يوليو 2007، أعلنت سكوير إنكس أنها ستعيد إنتاجها لمنصة نينتندو دي إس. كسابقتها، هذه اللعبة أُصدرت في البداية لليابان فقط إلى أن أُعيد إنتاجها وأُصدرت خارج اليابان لمنصة نينتندو دي إس في 14 فبراير 2011 في أمريكا الشمالية وفي 20 مايو 2011 في أوروبا. نسخة من اللعبة صدرت لمنصتي أندرويد و‌آي أو إس قد أُصدرت في اليابان في 10 يونيو 2015، وفي جميع أنحاء العالم بالإنجليزية في 24 يونيو 2015.

## وصلات خارجية
- الموقع الرسمي
- الموقع الرسمي
- الموقع الرسمي
- مسعى التنين 6 على موبي غيمز (بالإنجليزية)